# Pseudosphex paraensis
Pseudosphex paraensis är en fjärilsart som beskrevs av Rothschild 1931. Pseudosphex paraensis ingår i släktet Pseudosphex och familjen björnspinnare. Inga underarter finns listade.